# Complete & Unbelievable: The Otis Redding Dictionary of Soul
Complete & Unbelievable: The Otis Redding Dictionary of Soul is een album uit 1966 van de Amerikaanse Soulartiest Otis Redding. Het is zijn vijfde album en is de opvolger van The Soul Album. 

## Tracks
1. "Fa-Fa-Fa-Fa-Fa (Sad Song)" - 2:44
2. "I'm Sick Y'all" - 2:57
3. "Tennessee Waltz" - 2:57
4. "Sweet Lorene" - 2:31
5. "Try a Little Tenderness" - 3:50
6. "Day Tripper" - 2:36
7. "My Lover's Prayer" - 3:12
8. "She Put the Hurt on Me" - 2:40
9. "Ton of Joy" - 2:56
10. "You're Still My Baby" - 3:53
11. "Hawg for You" - 3:30
12. "Love Have Mercy" - 2:29